# 31231 Uthmann
31231 Uthmann este un asteroid din centura principală de asteroizi.

## Descriere
31231 Uthmann este un asteroid din centura principală de asteroizi. A fost descoperit pe 1 februarie 1998 la Drebach de Jens Kandler și Gerhard Lehmann. Asteroidul prezintă o orbită caracterizată de o semiaxă mare de 2,58 ua, o excentricitate de 0,23 și o înclinație de 9,4° în raport cu ecliptica.